# Sabaleros
 Sabaleros  és una pel·lícula en blanc i negre de l'Argentina dirigida per Armando Bó sobre el seu propi guió, escrit en col·laboració amb Augusto Roa Bastos. Es va estrenar el 25 de febrer de 1959, i va comptar amb Isabel Sarli, Armando Bó i Alba Mujica com a actors principals.
Als Estats Units va ser exhibida amb títols cridaners, com ara Put Up, Shut Up, Positions (posicions) i Positions of love (Posicions d'amor), i se li van agregar escenes eròtiques a càrrec de l'actriu Angelique.
La pel·lícula és recordada per una violenta escena de baralla entre els personatges d'Isabel Sarli i Alba Mujica en els desguassos de la ciutat de Buenos Aires, situats en la costa de Berazategui. Les actrius es revolcaron en les deixalles cloacales i Sarli degué ser hospitalitzada després d'haver contret hepatitis A.

## Sinopsi
La historia de amor entre un home i una dona, fills de pescadors rivals.

## Repartiment
- Isabel Sarli …Ángela
- Armando Bó
- Alba Mujica
- Nestor Pichin Mazzei
- Armando Mazzei
- Ernesto Báez
- Alberto Barcel
- Joaquín Petrosino
- Héctor Armendáriz
- Adolfo Linvel
- Joe Delk
- Oscar L. Par
- Mateo Velich
- Celso Vidal
- Angelique …Rossa en l'escena eròtica.

## Comentaris
La Razón va informar:
| « | ”El públic va desaprovar amb diferents manifestacions l'estrena…Amb riures i xiulades.” | » |

Manrupe i Portela escriuen:
| « | ”L'“Arròs amarg” de Bó, encara insistint en el social com a excusa perquè Sarli i Mujica s'agafin del pel a l'aigua. Desaforada filla d'El trueno entre las hojas, objecte d'estudi i mal al·legat sexy.” | » |